# 186P/Garradd
Pour les articles homonymes, voir Comète Garradd.
186P/Garradd, aussi nommée Garradd 1, est une comète périodique qui fut découverte le 25 janvier 2007 par l'astronome australien Gordon J. Garradd à l'observatoire de Siding Spring. 